# COBE
El Explorador del Fondo Cósmico COBE (Cosmic Background Explorer), conocido también como Explorer 66, fue el primer satélite construido especialmente para estudios de cosmología. Su objetivo fue investigar la radiación de fondo de microondas (o CMB por sus siglas en inglés Cosmic Microwave Background) y obtener medidas de la misma que ayudaran a ampliar nuestra comprensión del cosmos. Su misión, planificada para un período de alrededor de 4 años, comenzó el 18 de noviembre de 1989.
Los resultados obtenidos por sus instrumentos confirman en gran parte los postulados de la Teoría del Big Bang. De acuerdo con el Comité del Premio Nobel, "el proyecto COBE se puede considerar como el punto de partida para la cosmología como una ciencia de precisión". Dos de los principales investigadores del COBE, George F. Smoot y John C. Mather, recibieron el Premio Nobel de Física en 2006. El satélite WMAP de la NASA es el sucesor actual de la misión COBE.

## Historia
En 1974, la NASA lanzó un Anuncio de Oportunidad para misiones astronómicas que utilizaría un explorador espacial de tamaño pequeño o medio. Además de las 121 propuestas recibidas, tres tratan con el estudio de la radiación de fondo cosmológica. Aunque últimamente estas propuestas perdieron ante el Infrared Astronomical Satellite (IRAS), la fuerza de las tres propuestas enviadas mandó un claro mensaje a la NASA de que era una cuestión para considerar. En 1976, la NASA había seleccionado a miembros de cada una de los tres equipos ponentes de 1974 para realizar una propuesta conjunta para un satélite conceptual. Un año después, este equipo apareció con la propuesta de un satélite polar orbitante que podría ser lanzado por un cohete Delta o el Shuttle, llamado COBE. Contendría los siguientes instrumentos:
- Radiómetro Diferencial de Microondas (DMR) - un instrumento de microondas que mapearía variaciones (o anisotropías) en la radiación de fondo de microondas (Investigador Principal: George F. Smoot)
- Espectrofotómetro Absoluto del Infrarrojo Lejano (FIRAS) - un espectrofotómetro utilizado para medir el espectro de la radiación de fondo de microondas (Investigador Principal: John C. Mather)
- Experimento Difuso para el Fondo de Infrarrojos (DIRBE) - un detector de infrarrojo de múltiple longitud de onda utilizado para mapear emisiones de polvo (Investigador Principal: Mike Hauser)

La NASA aceptó la propuesta proporcionada de que los costes pueden mantenerse por debajo de los 30 millones de dólares, excluyendo los análisis de lanzamiento y datos. Debido a que el coste sobrepasaba el programa debido al IRAS, el trabajo de construcción del satélite en el Centro de Vuelo Espacial Goddard (GSFC) no empezó hasta 1981. Para ahorrar costes, el COBE utilizó detectores de infrarrojo similares y un termo de helio líquido como los utilizados en el IRAS.
El COBE fue originalmente planeado para ser lanzado en un Transbordador espacial en 1988, pero la explosión del Challenger retrasó este plan cuando los transbordadores fueron retirados del servicio. La NASA mantuvo a los ingenieros del COBE para que no se fueran a otras agencias espaciales para lanzar el COBE, pero finalmente, un COBE rediseñado fue puesto en órbita el 18 de noviembre de 1989 a bordo de un cohete Delta. Un equipo de científicos estadounidenses anunció el 23 de abril de 1992, que habían encontrado las semillas primigenias (anisotropías del CMB) en datos del COBE. El anuncio fue realizado al mundo entero como un descubrimiento científico fundamental y fue portada del New York Times.
El Premio Nobel de Física de 2006 fue conjuntamente para John C. Mather, del Centro de Vuelo Espacial Goddard de la NASA, Greenbelt, MD, USA, y George F. Smoot, Universidad de California, Berkeley, CA, USA "por su descubrimiento de la forma de cuerpo negro y las anisotropías del fondo cósmico de microondas."

## La nave espacial
El COBE fue un satélite de tipo Explorador, con tecnología prestada enormemente del IRAS, pero con algunas características únicas.
La necesidad de controlar y medir todas las fuentes de errores sistemáticos requirió un riguroso e integrado diseño. El COBE tendría que operar durante un mínimo de 6 meses y la restricción de la cantidad de interferencias de radio desde el suelo, el COBE y otros satélites así como la interferencia radiactiva desde la Tierra, el Sol y la Luna. Los instrumentos requerían estabilidad de temperatura y para mantener la ganancia y un alto nivel de limpieza para reducir la entrada de luz desviada y la emisión térmica de partículas.
La necesidad de controlar el error sistemático en la medida de las anisotropías del CMB y las diferentes ángulos de elongación son necesarias para modelizar la rotación del satélite de 0.8 rpm. Los ejes de rotación también son inclinados hacia atrás desde el vector de velocidad orbital como una precaución contra posibles depósitos de gases residuales atmosféricos en la óptica así como contra el brillo infrarrojo del que resultarían los impactos de partículas rápidas neutras en su superficie.
Para cumplir las demandas de la rotación lenta y la actitud de los tres ejes controla un sofisticado par de ruedas de momento para el viraje angular que fueron empleadas con sus ejes orientados a lo largo de sus ejes de rotación. Estas ruedas fueron utilizadas para tener un momento angular opuesto al de la nave entera para crear un sistema en red de momento angular cero.
La órbita se comprobaría para ser determinada basándose en los objetivos específicos de la misión espacial. Las consideraciones primordiales fueron necesarias para cubrir todo el cielo, la necesidad de eliminar radiación desviada desde los instrumentos y la necesidad de mantener la estabilidad térmica de los bidones y los instrumentos. Una órbita circular síncrona con el Sol satisfacía todos estos requisitos. Una órbita a 900 km de altitud con una inclinación de 99° fue elegida al adaptarse dentro de las capacidades de un transbordador (con una propulsión auxiliar en el COBE) o un Cohete Delta. Esta altitud fue un buen compromiso entre la radiación de la Tierra y la carga de partículas en los cinturones de radiación la Tierra a altas alturas. Un nodo ascendente a las 6 p. m. fue elegido para permitir al COBE seguir la frontera entre la luz del Sol y la oscuridad de la Tierra durante el año.
La órbita combinada con el eje de rotación hizo posible mantener la Tierra y el Sol continuamente por debajo del plano de la coraza, permitiendo un completo barrido del cielo cada seis meses.
Las últimas dos partes importantes pertenecientes al COBE fueron los bidones y la coraza Sol-Tierra. Los bidones tenían 650 litros de helio superfluido criostático diseñados para mantener los instrumentos FIRAS y DIRBE fríos durante la duración de la misión. Estaba basado en el mismo diseño que utilizado en el IRAS y pudo ventilar helio a lo largo del eje de rotación cerca de las matrices de comunicación. La coraza cónica Sol-Tierra protegía los instrumentos de la luz solar directa y la radiación terrestre así como las radio-interferencias desde la Tierra y la antena de transmisión del COBE. Sus mantas de aislamiento multicapa proporcionaron aislamiento térmico para los bidones.

## Hallazgos científicos

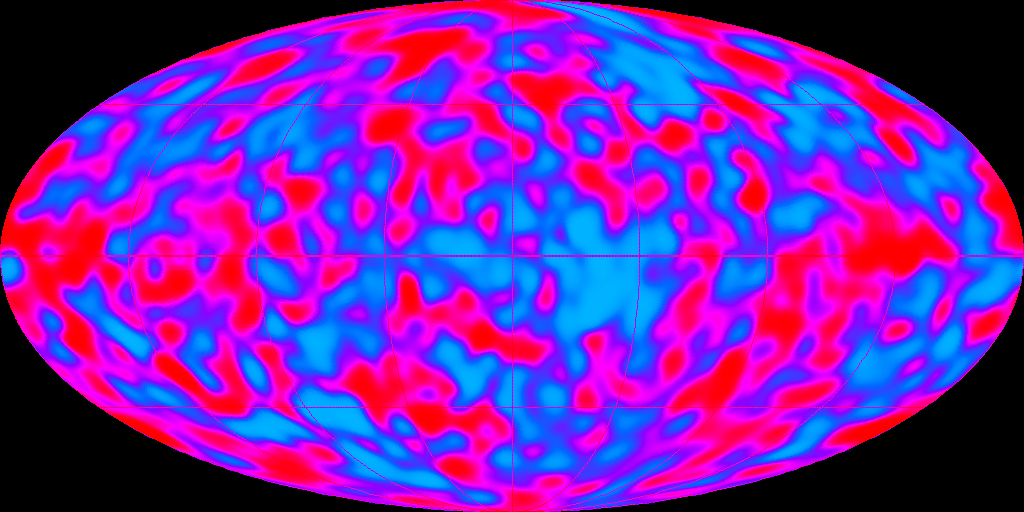
EL "famoso" mapa de las anisotropías del CMB formado de los datos tomados por la nave COBE, bautizado por algunos cómo El rostro de Dios.

La misión científica fue conducida por los tres instrumentos detallados previamente: DIRBE, FIRAS y el DMR. Los instrumentos se solapaban en longitud de onda, proporcionando consistencia a la hora de comprobar las medidas en las regiones de solape espectral y asistencia en discriminar señales de nuestra galaxia, sistema solar y el CMB.
Los instrumentos del COBE satisfarían cada uno de sus objetivos así como la realización de observaciones que tendrían implicaciones fuera del objetivo inicial del COBE.

### Curva de cuerpo negro del CMB

Datos del COBE mostraron una coincidencia perfecta entre la curva de cuerpo negro predicha por la Teoría del Big Bang y la observada en el fondo de microondas.

Durante la larga gestación del COBE, se produjeron dos resultados astronómicos significativos. En primer lugar, en 1981, dos equipos de astrónomos, uno liderado por David Wilkinson de Princeton y el otro por Francesco Melchiorri de la Universidad de Florencia, anunciaron simultáneamente haber detectado la distribución en forma de cuadripolo del CMB utilizando instrumentos basados en globos sonda. Este hallazgo habría sido la detección de la distribución de cuerpo negro del CMB que debía medir el instrumento FIRAS del COBE. Sin embargo, otros experimentos intentaron duplicar sus resultados y no pudieron hacerlo.
En segundo lugar, en 1987 un equipo japonés-estadounidense conducido por Andrew Lange y Paul Richardson de la UC Berkeley y del Toshio Matsumoto de la Universidad de Nagoya hicieron el anuncio de que el CMB no era un cuerpo negro real.
En un experimento con cohete sonda, detectaron un exceso de brillo a longitudes de onda de 0.5 y 0.7 mm. Estos resultados hacían dudar de la validez de la Teoría del Big Bang en general y ayudaron a sostener la Teoría del Estado Estacionario.
Con estos desarrollos que sirven de telón de fondo a la misión COBE, los científicos esperaban con impaciencia los resultados del FIRAS. Estos resultados fueron sorprendentes puesto que demostraron un ajuste perfecto del CMB y la curva teórica de un cuerpo negro a una temperatura de 2.7 K, y mostrando así como erróneos los resultados de Berkeley-Nagoya.
Las medidas del FIRAS se realizaron midiendo la diferencia espectral entre una zona de cielo de 7° contra un cuerpo negro interno. El interferómetro del FIRAS cubría entre 2 y 95 cm-1 en dos bandas separadas a 20 cm-1. Hay dos longitudes de barrido (corta y larga) y dos velocidades de barrido (rápida y lenta) para un total de cuatro modos diferentes de barrido. Los datos fueron recolectados durante un periodo de más de diez meses. sígame en ig cuenta:jhm00011

### Anisotropía intrínseca del CMB
El DMR podía tardar cuatro años en mapear la anisotropía de la radiación de fondo ya que era el único instrumento no dependiente del suministro de los bidones de helio para mantenerse frío. Esta operación podía crear mapas completos del CMB substrayendo emisiones galácticas y dipolos en varias frecuencias. Las fluctuaciones del fondo cósmico de microondas son extremadamente débiles, sólo una parte entre 100.000 comparada con la temperatura media de 2.73 kelvin del campo de radiación. La radiación de fondo de microondas es un residuo del Big Bang y las fluctuaciones son la impronta del contraste de la densidad en el Universo primigenio. Las ondas de densidad se cree que han producido la formación de estructuras tal como se observan en el Universo hoy en día: cúmulos de galaxias y vastas regiones desprovistas de galaxias (NASA).

### Detección de galaxias tempranas
El DIRBE también detectó 10 nuevas galaxias que emitían en el infrarrojo lejano en la región no inspeccionada por el IRAS así como nueve otros candidatos en el débil infrarrojo lejano que pueden ser galaxias espiral.
Las galaxias que fueron detectadas en 140 y 240 µm también podían proporcionar información sobre el polvo muy frío (VCD). A estas longitudes de onda, la masa y la temperatura del VCD puede ser obtenida.
Cuando estos datos fueron reunidos para 60 y 100 µm con el IRAS, se encontró que la luminosidad del infrarrojo lejano aparece del polvo frío (~17-22 K) asociado con las nubes cirrosas difusas, 15-30% del polvo frío (~19 K) asociado con el gas molecular y menos del 10% del polvo cálido (~29 K) en las regiones de baja densidad.

### Otras contribuciones del COBE
Además de los hallazgos del DIRBE sobre galaxias, también realizó otras dos contribuciones significativas a la ciencia.
El DIRBE pudo conducir estudios sobre polvo interestelar y determinar que su origen provenía de asteroides o partículas de cometas. Los datos del DIRBE recolectados en 12, 25, 50 y 100 µm pudieron concluir que los granos de origen asteroidal poblaron las bandas IPD y la nube lisa de polvo interestalar.
La segunda contribución que el DIRBE hizo fue un modelo del borde del disco galáctico visto desde nuestra posición. De acuerdo al modelo, si nuestro Sol está a 8.6 kpc del centro galáctico, entonces el sol está a 15.6 pc por encima del plano medio del disco, que tiene una escala radial y vertical de 2.64 y 0.333 kpc, respectivamente y combado de forma consistente con la capa HI. Tampoco hay ningún indicio de un disco fino.
Para crear este modelo, el polvo interestelar tiene que ser substraído de los datos del DIRBE. Se encontró que esta nube, como vista desde la Tierra es Luz zodiacal, no estaba centrada en el Sol, como se pensaba previamente, sino en un lugar del espacio a unos cuantos millones de kilómetros. Esto es debido a la influencia gravitacional de Saturno y Júpiter.

### Implicaciones cosmológicas
Además de los resultados científicos detallados en la última sección, hay numerosas preguntas cosmológicas sin respuesta en los resultados del COBE. Una medida directa de la luz de fondo extragaláctica también puede proporcionar importantes restricciones en la historia cosmológica integrada de la formación de las estrellas, la producción de metal y polvo y la conversión de la luz estelar en emisiones infrarrojas del polvo.
Observando los resultados del DIRBE y del FIRAS desde 140 a 5000 µm podemos detectar que la intensidad del fondo de luz es de ~16 nW/(m²·sr). Esto es consistente con la energía liberada durante la nucleosíntesis y constituye entre el 20%-50% de la energía total liberada en la formación de Helio y metales a lo largo de la historia del Universo. Atribuida sólo a fuentes nucleares, esta intensidad implica que más del 5-15% de la densidad de masa bariónica implicada en los análisis de la nucleosíntesis del Big Bang ha sido procesada en las estrellas para formar Helio y elementos más pesados.
También hubo implicaciones significativas sobre la formación de estrellas. Las observaciones del COBE proporcionan importantes restricciones sobre la tasa de formación de estrellas y nos ayuda a calcular el espectro del fondo de luz para varias formaciones de estrellas. La observación realizada por el COBE necesita que la tasa de formación de estrellas con corrimientos al rojo de z ˜ 1.5 sea mayor que la inferida a partir de observaciones con óptica ultravioleta por un factor de 2. Este exceso de energía estelar tiene que ser generado principalmente por estrellas masivas en galaxias cubiertas de polvo no detectadas todavía o regiones de formación de estrellas extremadamente polvorientas en galaxias observadas. La historia de la formación de estrellas exacta no puede ser resuelta sin ambigüedad por el COBE y se tendrá que resolver en observaciones posteriores futuras.
El 30 de junio de 2001, la NASA lanzó una misión de seguimiento del COBE conducida por Charles L. Bennett. El WMAP ha clarificado y expandido los logros del COBE.

## Textos escritos para el público general
- Arrugas en el Tiempo por George Smoot y Keay Davidson, Harper Perennial, Reimpresión (1 de octubre de 1994) ISBN 0-380-72044-2
- La Primera Luz: La Verdad de la Historia de la Restrospección Científica a los Orígenes del Universo, po John C. Mather y John Boslough, ed. Basic Books (noviembre de 1998) ISBN 0-465-01576-X